# Højrebylund
Højrebylund er en lille hovedgård, som blev kaldt Vilhelmshøj og fik navnet Højrebylund i 1947. Gården ligger i Søllested Sogn, Lollands Sønder Herred, Maribo Amt, Højreby Kommune.
Højrebylund Gods er på 516,7 hektar med Adamsgave A/S og Lilleholm

## Ejere af Højrebylund
- (1860-1862) prpt. Olsen
- (1862-1880) K. E. Petersen
- (1880-1888) Johannes Petersen
- (1888-1896) K. E. Petersen
- (1896-1897) Enke Fru Petersen
- (1897-1947) L. v. A. Ziersen
- (1947-1957) Ole Heye
- (1957-1958) Ole Heyes dødsbo
- (1958-) Ole Heyes Fond